# أبو عبد الله الدينوري
أبُو عبد الله مُحَمَّد بن عبد الْخَالِق الدينَوَرِي، أحد علماء أهل السنة والجماعة ومن أعلام التصوف السني في القرن الرابع الهجري، قال عنه أبو عبد الرحمن السلمي[ ؟ ]: «من جلة الْمَشَايِخ وأكبرهم حَالا وَأَعْلَاهُمْ همة وأفصحهم فِي عُلُوم هَذِه الطَّائِفَة مَعَ مَا كَانَ يرجع إِلَيْهِ من صُحْبَة الْفقر والتزام آدابه ومحبة أَهله»، أَقَامَ بوادي الْقرى سِنِين ثمَّ رَجَعَ إِلَى دينور وَمَات بهَا.

## من أقواله
- اخْتِيَار الله تَعَالَى لعَبْدِهِ مَعَ علمه بِعَبْدِهِ خير من اخْتِيَار العَبْد لنَفسِهِ مَعَ جَهله بربه.[1]
- صُحْبَة الصغار مَعَ الْكِبَار من التَّوْفِيق والفطنة ورغبة الْكِبَار فِي صُحْبَة الصغار خذلان وحمق.[1]